# Ángelo Sagal
Ángelo Nicolás Sagal Tapia (ur. 18 kwietnia 1993 w Talce) – chilijski piłkarz występujący na pozycji skrzydłowego, reprezentant Chile, od 2023 roku zawodnik cypryjskiego Apollona Limassol.

## Kariera klubowa
Sagal pochodzi z miasta Talca i jest wychowankiem tamtejszego klubu CSD Rangers. Do pierwszej drużyny – występującej wówczas w drugiej lidze – został włączony jako osiemnastolatek przez szkoleniowca Roberto Marianiego i pierwszy mecz rozegrał w niej w czerwcu 2011 w lidze z Uniónem Temuco (1:0). Już na koniec swojego premierowego sezonu 2011 awansował z Rangers do najwyższej klasy rozgrywkowej. W chilijskiej Primera División zadebiutował 24 marca 2012 w wygranym 2:1 spotkaniu z Huachipato. Przez dwuletni pobyt w Rangers pełnił jednak głównie rolę rezerwowego i nie zdołał osiągnąć większych sukcesów. W późniejszym czasie przeniósł się do zespołu CD Huachipato z miasta Talcahuano – tam początkowo również był skrzydłowym wchodzącym głównie z ławki rezerwowych, premierowego gola w lidze chilijskiej zdobywając 4 października 2014 w wygranej 3:0 konfrontacji z Universidadem Católica. W tym samym roku dotarł do finału krajowego pucharu – Copa Chile, a niebawem został kluczowym graczem ofensywy Huachipato i czołowym skrzydłowym rozgrywek.
Latem 2017 Sagal za sumę dwóch milionów dolarów przeniósł się do meksykańskiego CF Pachuca.

## Kariera reprezentacyjna
W seniorskiej reprezentacji Chile Sagal zadebiutował za kadencji selekcjonera Jorge Sampaolego, 28 stycznia 2015 w wygranym 3:2 meczu towarzyskim z USA. Pierwszą bramkę w kadrze narodowej strzelił natomiast 14 stycznia 2017 w wygranym 1:0 sparingu z Islandią. Sześć miesięcy później został powołany przez Juana Antonio Pizziego na Puchar Konfederacji wobec kontuzji Nicolása Castillo i Felipe Mory – tam rozegrał jednak tylko jeden z pięciu możliwych spotkań (jako rezerwowy), a Chilijczycy dotarli do finału rozgrywek, ulegając w nim Niemcom (0:1).